# Pau Navarro
Pau Navarro Badenes (La Vilavella, 25 aprile 2005) è un calciatore spagnolo, difensore del Villarreal.

## Carriera

### Club
Navarro è cresciuto nel settore giovanile del Villarreal, ed ha debuttato con la squadra C il 24 settembre 2023 nell'incontro di Tercera Federación vinto 5-1 contro l'Acero. Il 5 novembre ha segnato il suo primo gol contro il Gandía ed una settimana più tardi ha esordito con la formazione B nell'incontro di Segunda División vinto 1-0 contro il Tenerife.
Ha debuttato in prima squadra il 26 settembre 2024 nella trasferta di Primera División vinta 2-1 contro l'Espanyol.

### Nazionale
Ha giocato con la nazionale spagnola Under-19.

## Statistiche

### Presenze e reti nei club
Statistiche aggiornate al 30 novembre 2024.
| Stagione            | Squadra             | Campionato          | Campionato | Campionato | Coppe nazionali | Coppe nazionali | Coppe nazionali | Coppe continentali | Coppe continentali | Coppe continentali | Altre coppe | Altre coppe | Altre coppe | Totale | Totale | Totale |
| Stagione            | Squadra             | Comp                | Pres       | Reti       | Comp            | Pres            | Reti            | Comp               | Pres               | Reti               | Comp        | Pres        | Reti        | Pres   | Reti   |        |
| ------------------- | ------------------- | ------------------- | ---------- | ---------- | --------------- | --------------- | --------------- | ------------------ | ------------------ | ------------------ | ----------- | ----------- | ----------- | ------ | ------ | ------ |
| 2023-2024           | Villarreal C        | TF                  | 12         | 2          | -               | -               | -               | -                  | -                  | -                  | -           | -           | -           | 12     | 2      |        |
| 2023-2024           | Villarreal B        | SD                  | 13         | 1          | -               | -               | -               | -                  | -                  | -                  | -           | -           | -           | 13     | 1      |        |
| 2024-2025           | Villarreal B        | PF                  | 4          | 0          | -               | -               | -               | -                  | -                  | -                  | -           | -           | -           | 4      | 0      |        |
| Totale Villarreal B | Totale Villarreal B | Totale Villarreal B | 17         | 1          |                 | 1               | 0               |                    | -                  | -                  |             | -           | -           | 17     | 1      |        |
| 2024-2025           | Villarreal          | PD                  | 5          | 0          | CR              | 1               | 0               | -                  | -                  | -                  | -           | -           | -           | 6      | 0      |        |
| Totale carriera     | Totale carriera     | Totale carriera     | 34         | 3          |                 | 1               | 0               |                    | -                  | -                  |             | -           | -           | 35     | 3      |        |